# Deppes Hörnchen
Deppes Hörnchen (Sciurus deppei) ist eine Hörnchenart aus der Gattung der Eichhörnchen (Sciurus). Es ist in Zentralamerika von der Ostküste Mexikos über die Yucatán-Halbinsel bis in den Nordosten von Costa Rica verbreitet.
Die Art ist nach dem deutschen Naturforscher und Maler Ferdinand Deppe benannt.

## Merkmale
Deppes Hörnchen erreicht eine Kopf-Rumpf-Länge von etwa 19,7 bis 21 Zentimetern bei einem Gewicht von etwa 200 bis 290 Gramm. Der Schwanz wird 16,9 bis 18,1 Zentimeter lang und ist damit etwas kürzer als der Restkörper. Das Hörnchen gehört damit zu den kleineren Hörnchen der Gattung und ist in seinem Verbreitungsgebiet kleiner als alle anderen Arten, mit denen das Verbreitungsgebiet überlappt mit Ausnahme von Richmonds Hörnchen (S. richmondi) in Nicaragua. Die Färbung der Tiere ist variabel, die Grundfärbung reicht von grau bis gelblich-braun oder rostrot-braun. Die Beine sind dunkelgrau oder rostrot. Die Schwanzoberseite ist schwarz und mit weißen Haaren durchsetzt, die Unterseite gelblich-orange oder rostrot und die Schwanzspitze ist weiß.

## Verbreitung
Deppes Hörnchen ist in Zentralamerika von der Ostküste Mexikos in den Bundesstaaten Tamaulipas und Chiapas über die Yucatán-Halbinsel, Guatemala, Belize, El Salvador, Honduras und Nicaragua bis in den Nordosten von Costa Rica verbreitet. Die Höhenverbreitung reicht von Meereshöhe im Flachland bis etwa 2800 Meter.

## Lebensweise
Deppes Hörnchen ist ein Generalist und lebt in sehr verschiedenen Lebensräumen. Das typische Habitat ist der dichte  tropische Regenwald des Flachlands in Höhenlagen von 200 bis 1500 Metern. In einigen Teilen des Verbreitungsgebietes, vor allem in Nicaragua, kommen die Tiere allerdings bis in Höhen von 3000 Metern vor. Sie leben zudem in Nebelwäldern, trockeneren Eichen- und Kiefern-Eichenwäldern in Mexiko, in trockenen subtropischen Wäldern und im Bereich von Flüssen im Flachland. Zudem tolerieren sie Lebensraumveränderungen und teilweise auch Waldeinschläge, allerdings keine vollständigen Rodungen.
Die Tiere sind tagaktiv mit einem Aktivitätsmaximum am frühen Morgen und am Abend kurz vor Sonnenuntergang und sie sind primär baumlebend. Die Nahrungssuche erfolgt im Geäst, wo sie schnell und geschickt klettern, sie können jedoch auch am Boden beobachtet werden. Sie ernähren sich vor allem von weichen Früchten, Nüssen und Samen, darunter Palmen-Nüsse, Bucheckern und verschiedene Beeren. Für die Ausbreitung von Pflanzen spielt die Art wahrscheinlich eine untergeordnete Rolle, da sie keine Samenlager anlegt und als Samen-„Prädator“ die Samen direkt konsumiert. Eine Ausnahme stellen wahrscheinlich die zu den Mahagonigewächsen gehörenden Guarea glabra und Guarea kunthiana in Costa Rica dar, an deren zweistufigem Verbreitungsprozess die Hörnchen beteiligt sind: Sie lösen und fressen den Arillus (Samenmantel) von den Samen und lassen diese auf den Boden fallen, wo sie von anderen Nagetieren weiter transportiert werden. Durch einzelne Studien wird auch berichtet, dass die Tiere Blätter, Pilze oder auch Insekten fressen, zudem sind sie bekannt für Schäden in landwirtschaftlich genutzten Flächen, vor allem Maispflanzungen.
Die Tiere sind nicht sozial, können jedoch in kleinen Gruppen beobachtet werden und sie kommunizieren in seltenen Fällen auch untereinander. Die Kommunikation erfolgt in Form von kurzen und schrillen Rufen, die von einem schnellen Zucken des Schwanzes begleitet sind. Die Bestandsdichte der Tiere wurde sehr unterschiedlich dokumentiert, die Spanne reicht von 2,2 bis 100 Individuen pro Quadratkilometer. Der Aktivitätsradius der Tiere wird auf etwa 1,5 Hektar geschätzt. Die Nester (Kobel) bauen die Hörnchen in Baumhöhlen und im Geäst der Bäume auf Zweigen und Blättern. Die Fortpflanzungszeit ist wahrscheinlich ganzjährig, allerdings gibt es auch Studien, die von einer Fortpflanzungsperiode am Ende der Trockenzeit berichten. Der Wurf besteht aus zwei bis acht, im Durchschnitt aus vier, Jungtieren.
Das Verbreitungsgebiet von Deppes Hörnchen überlappt mit dem weiterer Arten der Gattung, dabei handelt es sich um das Bunthörnchen (S. variegatoides) im gesamten Verbreitungsgebiet, Allens Hörnchen (S. alleni) im nordöstlichen Mexiko, dem Rotbauchhörnchen (S. aureogaster) im südlichen Mexiko und Guatemala, Peters’ Hörnchen (S. oculatus) in Zentral-Mexiko, dem Yucatan-Hörnchen (S. yucatanensis) auf der Halbinsel Yucatán, Richmonds Hörnchen (S. richmondi) in Nicaragua und dem Rotschwanzhörnchen (S. granatensis) im südlichen Teil des Verbreitungsgebietes. Gegenüber dem Rotbauchhörnchen, dem Bunthörnchen und dem Yucatan-Hörnchen, mit denen es häufig gemeinsam in den gleichen Wäldern vorkommt, weist die Art eine Einnischung in andere Mikrohabitate auf; Deppes Hörnchen hält sich hier mehr am Boden und im Gebüsch auf, da es sich offensichtlich besser in dichter Vegetation bewegen kann.
An Deppes Hörnchen wurden mehrere Ektoparasiten nachgewiesen. Dabei handelt es sich um die Zecke Ixodes tamaulipas, den Sandfloh Eutrombicula alfreddugesi, die Tierläuse Enderleinellus deppei und Enderleinellus extremus sowie vier Arten von Flöhen (Kohlsia graphis, Orchopeas howardi, Plusaetis dolens, Trichopsylla graphis).

## Systematik
Deppes Hörnchen wird als eigenständige Art innerhalb der Gattung der Eichhörnchen (Sciurus) eingeordnet, die aus  fast 30 Arten besteht. Die wissenschaftliche Erstbeschreibung stammt von dem deutschen Zoologen und Museumsdirektor Wilhelm Peters aus dem Jahr 1863, der die Art anhand von Individuen aus Papantla im mexikanischen Bundesstaat Veracruz beschrieb. Er benannte die Art nach Ferdinand Deppe, der von 1828 bis 1830 gemeinsam mit Christian Julius Wilhelm Schiede die Fauna und Flora im mexikanischen Bundesstaat Veracruz untersuchte und seine Sammlung dem Zoologischen Museum in Berlin übergab.
Innerhalb der Art werden gemeinsam mit der Nominatform fünf Unterarten unterschieden:
- Sciurus deppei deppei: Nominatform, lebt im nördlichen mexikanischen Bundesstaat Veracruz bis zum westlichen Honduras.
- Sciurus deppei matagalpae: Im westlichen Honduras und in Nicaragua. Die Unterart ist in ihrer Grundfarbe gelblich-braun mit einer gelben Bauchseite.
- Sciurus deppei miravallensis: Im südlichen Teil des Verbreitungsgebietes in Costa Rica. Die Unterseite ist grau und leicht durchwaschen mit einem ockerfarbenen Orange. Die Oberseite einschließlich der Füße sind dunkel gräulich-gelblichbraun, etwas dunkler auf der Rückenmitte und der Kopfoberseite. Der Schwanz ist weiß gerandet.
- Sciurus deppei negligens: In den mexikanischen Bundesstaaten Tamaulipas, San Luis Potosi, Hidalgo und im nördlichen Veracruz. Im Vergleich zur Nominatform hat es etwas längere Ohren und eine graubraune Bauchseite, das Rückenfell ist etwas heller.
- Sciurus deppei vivax: Auf der Yucatán-Halbinsel. Die Unterart hat im Vergleich zur Nominatform ein blass rostrotes Rückenfell und eine größere Schnauze.

## Status, Bedrohung und Schutz
Deppes Hörnchen wird von der International Union for Conservation of Nature and Natural Resources (IUCN) als „nicht gefährdet“ (least concern) eingeordnet. Begründet wird dies durch das relativ große Verbreitungsgebiet, die angenommen hohen Bestandszahlen und das Vorkommen in mehreren Schutzgebieten sowie die Anpassungsfähigkeit an Lebensraumveränderungen. Potenzielle Gefährdungsursachen für die Bestände sind nicht bekannt.
Die Art wird als verhältnismäßig tolerant gegenüber Lebensraumveränderungen und menschlichen Einflüssen und Störungen beschrieben. Bei Studien zur Bestandsdichte in stark vom Tourismus betroffenen Gebieten in Guatemala zeigten die Tiere deutlich höhere Bestandszahlen in den touristisch beeinflussten Gebieten als außerhalb mit 32,3 Individuen/km2 gegenüber 2,2  Individuen/km2. In Teilen Mexikos, vor allem in Chiapas, werden die Hörnchen in geringen Zahlen als Fleischlieferanten bejagt und auf Märkten verkauft.

## Belege
1. ↑  Beolens, Watkins & Grayson: The Eponym Dictionary of Mammals. Johns Hopkins University Press, Baltimore 2009, ISBN 978-0-8018-9304-9, S. 106–107 (Deppe).
2. 1 2 3 4 5 6 7 8 9 10 11  Richard W. Thorington Jr., John L. Koprowski, Michael A. Steele: Squirrels of the World. Johns Hopkins University Press, Baltimore MD 2012, ISBN 978-1-4214-0469-1, S. 49–50.
3. 1 2 3 4  Sciurus deppei in der Roten Liste gefährdeter Arten der IUCN 2015.1. Eingestellt von: J. Koprowski, L. Roth, N. Woodman, J. Matson, L. Emmons, F. Reid, 2008. Abgerufen am 11. Juli 2015.
4. 1 2 3  Sciurus deppei In: Don E. Wilson, DeeAnn M. Reeder (Hrsg.): Mammal Species of the World. A taxonomic and geographic Reference. 2 Bände. 3. Auflage. Johns Hopkins University Press, Baltimore MD 2005, ISBN 0-8018-8221-4.
5. ↑  Bo Beolens, Michael Grayson, Michael Watkins: The Eponym Dictionary of Mammals. Johns Hopkins University Press, 2009; S. 106–107; ISBN 978-0-8018-9304-9 (Google Books)